# Théâtre d'Edgar
Le théâtre d'Edgar ou théâtre Edgar est une salle de spectacles parisienne située au 58, boulevard Edgar-Quinet dans le 14e arrondissement (quartier du Montparnasse) à Paris et inaugurée en 1973. Entièrement rénovée en 2014, elle est dotée de 132 places.

## Historique
Le projet de lancer un café-théâtre naît en 1973 sous l'impulsion d'Alain Mallet, s'inspirant de la tradition des guinguettes qui existaient au XIXe siècle dans le quartier de la barrière du Maine, située alors à la limite de Paris, et où les Parisiens venaient se détendre.
Doté d'une salle dont la capacité d'accueil est de soixante-dix personnes, le Café d'Edgar se consacre dès sa création à la découverte de jeunes auteurs, metteurs en scène et acteurs. S'y succèdent entre autres Coluche, Charlotte de Turckheim, Dominique Lavanant, Sylvie Joly. En 1975, une seconde salle mitoyenne de quatre-vingts places, destinée au théâtre, lui est adjointe. En 1986, Alain Mallet étendra son projet avec le rachat d'une salle voisine, rue de la Gaîté, qu'il baptise « Grand Théâtre d'Edgar » (aujourd'hui théâtre Rive Gauche).
Romane Bohringer y fait sa première mise en scène avec Les Sept Jours de Simon Labrosse de Carole Fréchette. En 2004, Clémentine Célarié y met en scène Électrocardiodrame. En 2005, la pièce de Anne-Élisabeth Blateau, Les feux de l'amour, ça brûle, figure parmi les succès. En 2012, la pièce de Jean Heredia, Patrick Hernandez et Robert Punzano, Les Colocs, s'y joue pendant une saison.
Le 17 juillet 2014, le nouveau propriétaire Luq Hamett entreprend des travaux de rénovation en profondeur, réunissant les deux salles. En novembre 2014 ouvre le « nouveau » théâtre Edgar, composé d'une seule salle de 132 places.